# SN 1997ay
SN 1997ay – supernowa odkryta 8 marca 1997 roku w galaktyce A112610-0036. W momencie odkrycia miała maksymalną jasność 23,00m.